# Pafu Pafu
Pafu Pafu (japonês: ぱふぱふ, Hepburn: Pafu Pafu) é um termo japonês para designar a prática do sexo não penetrativo de se colocar o rosto de uma pessoa entre os seios de uma mulher, muitas vezes por prazer sexual.
O termo provém da onomatopeia japonesa para uma mulher esfregando seus seios no rosto de alguém. O termo foi originalmente cunhado pelo mangaka japonês Akira Toriyama e apresentado no capítulo 15 de sue mangá Dragon Ball, publicada na revista Weekly Shonen Jump de 25 de março de 1985.
Pafu pafu também é um dos golpes especiais disponíveis em muitos dos jogos de vídeo Dragon Quest, para os quais Toriyama é o designer de personagens.
Algumas cenas com referências a este ato foram censuradas (e por isso removidas) da transmissão da adaptação ocidental do Dragon Ball. Uma referência do ato também foi retirada do lançamento americano do primeiro jogo da franquia Dragon Quest, e só foi liberada em DQ8.